# Coppa del Kosovo 2024-2025
La Coppa del Kosovo 2023-2024 (Digitalb Kupës së Kosovës) è la 32ª edizione del torneo, la nona riconosciuta dalla UEFA, iniziata il 26 novembre 2024 e il cui termine è previsto per metà 2025. La squadra vincente ottiene la qualificazione per la UEFA Europa League 2025-2026.
Il Ballkani è la squadra campione in carica, avendo vinto la sua unica coppa nazionale nell'edizione precedente del 2023-2024.

## Squadre partecipanti
Alla coppa partecipano 33 squadre:
| Superliga 2024-2025                                                                                        | Liga e Parë 2024-2025 | Liga e Dytë 2024-2025 | Liga e Tretë 2023-2024     |
| --- | --- | --------------------- | -------------------------- |
| - Ballkani - Drita - Dukagjini - Ferizaj - Feronikeli - Gjilani - Llapi - Malisheva - Prishtina - Suhareka | - 2 Korriku - Besa Peć - Dinamo Ferizaj - Drenica - Flamurtari Prishtina - Fushë Kosova - Istogu - KEK - Kika - Liria - Mitrovica - Prishtina e Re - Rahoveci - Ramiz Sadiku - Rilindja 1974 - Trepça - Trepça '89 - Vëllaznimi - Vjosa - Vushtrria | - Dardania            | - Istogu 03 - TOP Football |

## Calendario
Le squadre dei campionati inferiori (Liga e Tretë) iniziano la competizione dal primo turno, mentre le squadre di Liga e Dytë, Liga e Parë e Superliga entrano nella competizione ai sedicesimi di finale.
| Turno                | Date                                                 | Incontri | Partecipanti |
| -------------------- | ---------------------------------------------------- | -------- | ------------ |
| Primo turno          | 26 novembre 2024                                     | 2        | 34 → 32      |
| Sedicesimi di finale | 3-4 dicembre 2024                                    | 16       | 32 → 16      |
| Ottavi di finale     | 11-13 febbraio 2025                                  | 8        | 16 → 8       |
| Quarti di finale     | 26-27 marzo 2025                                     | 4        | 8 → 4        |
| Semifinali           | 8-9 aprile 2025 (andata) 22-23 aprile 2025 (ritorno) | 2        | 4 → 2        |
| Finale               | TBA 2025                                             | 1        | 2 → 1        |

## Primo turno
Al primo turno partecipano solo due squadre di Liga e Tretë, la quarta serie. Il vincitore segue il Dardania in quello successivo, i sedicesimi di finale.
| Squadra 1        | Risultato       | Squadra 2    |
| ---------------- | --------------- | ------------ |
| 22 novembre 2023 |                 |              |
| Istogu 03        | 3 – 3 (5-6 dtr) | TOP Football |

## Sedicesimi di finale
Il sorteggio per i sedicesimi di finale si è tenuto il 29 novembre 2024.
| Squadra 1            | Risultato        | Squadra 2      |
| -------------------- | ---------------- | -------------- |
| 3 dicembre 2024      |                  |                |
| Rahoveci             | 0 – 3            | Drita          |
| 4 dicembre 2024      |                  |                |
| Vjosa                | 0 – 5            | Drenica        |
| Vushtrria            | 1 – 0            | KEK            |
| Flamurtari Prishtina | 0 – 5            | Llapi          |
| Ferizaj              | 4 – 0            | Ramiz Sadiku   |
| Mitrovica            | 3 – 4            | Vëllaznimi     |
| Gjilani              | 4 – 1            | Liria          |
| TOP Football         | 1 – 5            | Prishtina      |
| Dukagjini            | 6 – 2            | Dardania       |
| Rilindja 1974        | 1 – 1 (10-9 dtr) | Ballkani       |
| Besa Peć             | 1 – 2            | Prishtina e Re |
| Istogu               | 1 – 2            | Feronikeli     |
| 2 Korriku            | 1 – 1 (1-4 dtr)  | Dinamo Ferizaj |
| Trepça '89           | 1 – 3 (dts)      | Suhareka       |
| Fushë Kosova         | 0 – 5            | Malisheva      |
| Kika                 | 2 – 6            | Trepça         |

## Ottavi di finale
Il sorteggio per gli ottavi di finale si è tenuto l'11 dicembre 2024.
| Squadra 1        | Risultato       | Squadra 2      |
| ---------------- | --------------- | -------------- |
| 11 febbraio 2025 |                 |                |
| Trepça           | 0 – 0 (2-4 dtr) | Drenica        |
| 12 febbraio 2025 |                 |                |
| Vëllaznimi       | 2 – 1           | Gjilani        |
| Llapi            | 2 – 0           | Vushtrria      |
| Drita            | 0 – 0 (5-4 dtr) | Dukagjini      |
| Prishtina        | 4 – 0           | Suhareka       |
| Dinamo Ferizaj   | 0 – 2           | Malisheva      |
| 13 febbraio 2025 |                 |                |
| Feronikeli       | 0 – 2           | Prishtina e Re |
| Ferizaj          | 1 – 0           | Rilindja 1974  |

## Quarti di finale
Il sorteggio per i quarti di finale si è tenuto il 19 febbraio 2024.
| Squadra 1        | Risultato | Squadra 2 |
| ---------------- | --------- | --------- |
| 26 febbraio 2025 |           |           |
| Drenica          | 1 – 0     | Ferizaj   |
| Malisheva        | 0 – 1     | Llapi     |
| 27 febbraio 2025 |           |           |
| Vëllaznimi       | 0 – 4     | Prishtina |
| Prishtina e Re   | 0 – 4     | Drita     |

## Semifinali
Non è avvenuto nessun sorteggio per le semifinali.
| Squadra 1                    | Totale | Squadra 2 | Andata | Ritorno |
| ---------------------------- | ------ | --------- | ------ | ------- |
| 9-10 aprile / 23 aprile 2025 |        |           |        |         |
| Drita                        | 0 - 4  | Prishtina | 0 - 1  | 0 - 3   |
| Llapi                        | 4 - 0  | Drenica   | 2 - 0  | 2 - 0   |

## Finale
| Arbitro: | Robert Schröder |

|                 |           |  |
| A. Krasniqi 60’ | Marcatori |  |